# Pogácsa

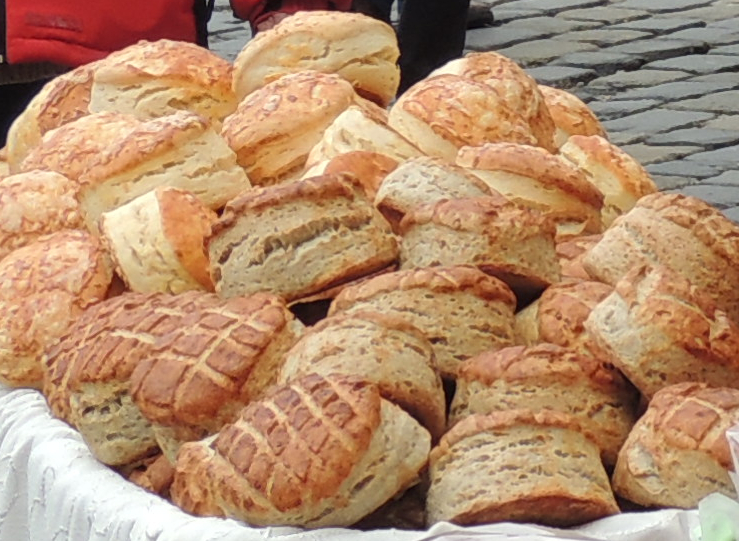
Tepertős (töpörtyűs, töpörtős) pogácsák

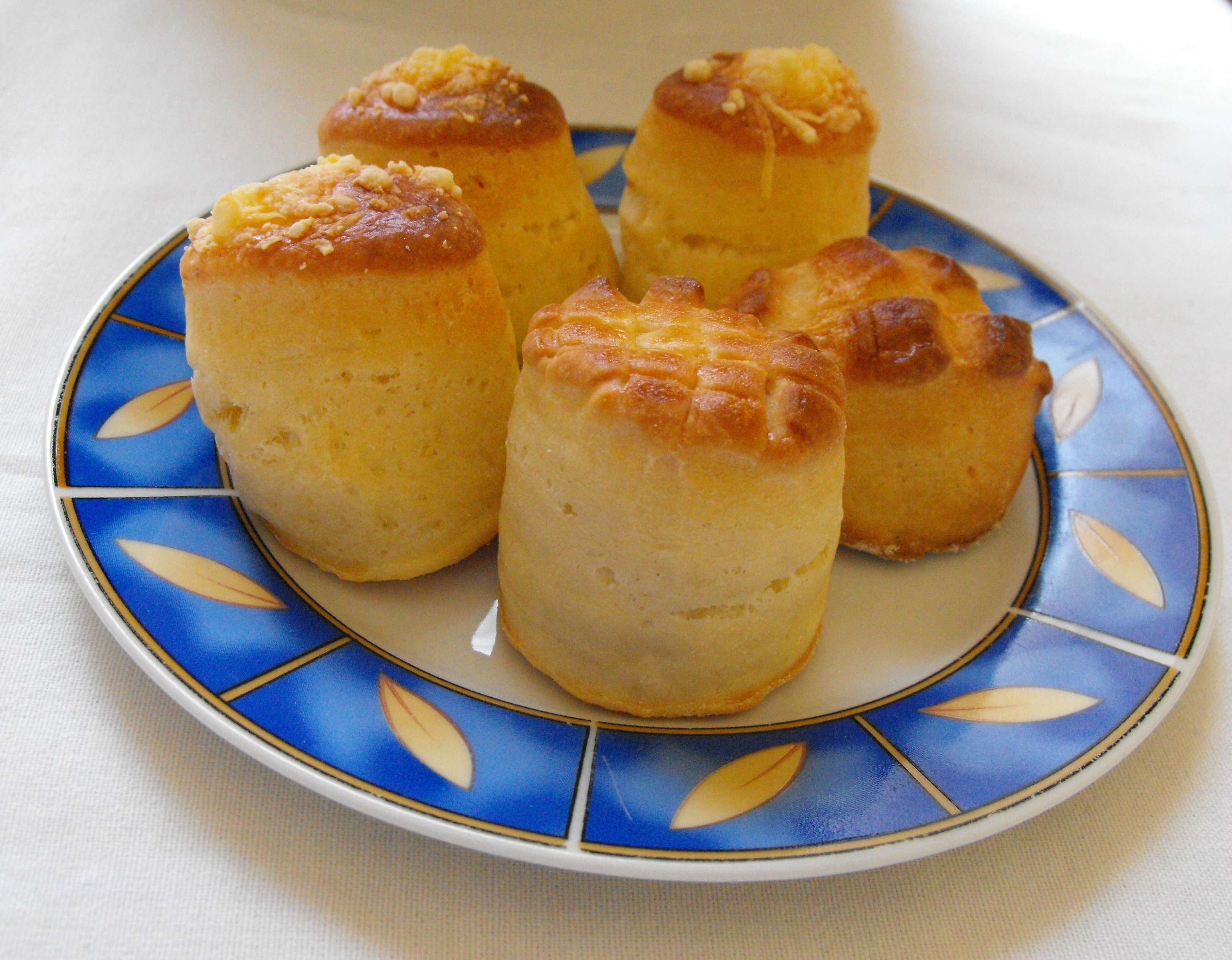
Pogácsák tányéron

A pogácsa kisebb, kerek, általában sós sütemény, de létezik édes változata is. A Kárpát-medencei, a balkáni és a török konyha jellegzetes terméke. Legelterjedtebb változatai a burgonyás, vajas, tepertős, juhtúrós és káposztás pogácsa. Hasonló néven ismert a Kárpát-medence és a Balkán népeinél (szlovák pagáč, osztrák német Pogatsche, szlovén, horvát pogača, szerb погача), valat Tökországban (török poğaça).

## A név eredete
A név a latin focus („tűz”) szó képzett alakjából, a focacea-ból („sült tészta”) származik olasz nyelvi közvetítéssel. Mind a mai napig létezik Olaszországban egy lapos kenyérféle, melynek neve focaccia (ejtsd: fokáccsa). Hasonló nevű, de kissé eltérő kenyérféle a franciáknál a fougasse, a spanyoloknál pedig a hogaza.
A magyarba a délszláv nyelvekből került a szó (szerb, horvát, szlovén pogača).
Czuczor–Fogarasi: A magyar nyelv szótára szerint:
kerek, gömbölyü alakjánál fogva rokon a bog, bogács, boglár, boglya, bogy, buga szókhoz.

## Pogácsa régi magyar receptekben
Simai Kristóf piarista szerzetes 1795 és 1799 között Selmecbányán lejegyzett kéziratos szakácskönyvében sokféle pogácsa szerepel: mézes pogácsa, vajas pogácsa, fűszeres pogácsa, csokolátapogácsácskák. A kemencében sült pogácsák mellett szárított "csömögéket" (mint a "mondolapogácsa csömöge" vagy a "mézes pogácsa citromlével, csömöge" kétféle változatban is), sőt főtt formázott tésztákat is pogácsaként említ (ilyen a "túrós haluska, vagyis pogácsa").

## Pogácsa a mai magyar konyhában
Legelterjedtebb változatai a burgonyás, sajtos, tepertős, tejfölös, túrós, juhtúrós, káposztás. Általában az étkezés után, vagy tartalmasabb levesek (pl.: gulyás) mellé adják kenyér helyett.

## Hamuban sült pogácsa
A magyar népmesék vándorútra induló hősének eledele, amit általában az édesanyja süt neki. A régi diákok is ezt kapták útravalónak, amikor elhagyták az iskolát, innen ered az a szokás, hogy a ballagók tarisznyájába egy-egy pogácsát is tesznek. Valójában a tűz parazsában a héjában megsült burgonya.